# Teater Sesam
Teater Sesam är en fri teatergrupp med två egna scener på Chapmans torg 2 i Göteborg. 

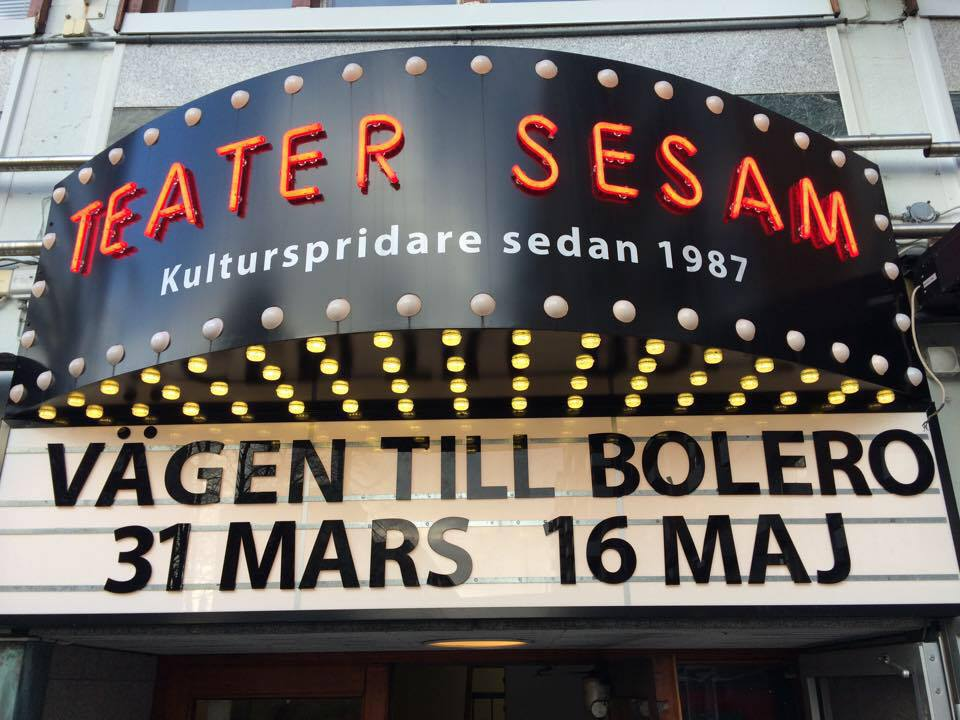
Teater Sesam 2015

Verksamheten startade 1987. Gruppen sätter upp minst en ny produktion och spelar samtidigt över 200 föreställningar per år för både barn och vuxna på fast scen och på turné. Teaterns konstnärliga uttryck utmärks av en blandform av skådespel som främst vilar på dock- och skuggspelsteater.
Teater Sesam har deltagit i ett 40-tal festivaler runt om i världen, bland annat i Thailand, Ryssland, Turkiet och Frankrike. Dockor och skuggfigurer tillverkas i egen verkstad. Gruppen håller även workshops i skuggspel och dockteater. Teater Sesam erhåller verksamhetsstöd från Statens kulturråd, Göteborgs Stad Kultur och Folkuniversitetet.
Teater Sesam är medlem i Teatercentrum, dockteaterföreningen Unima och Assitej.

## Föreställningar i urval
- En fiskares berättelse 1987
- Drömspelet 1998
- Trollflöjten 1999
- Skuggan av min själ 2003
- Eldfågeln 2004
- Sagan om Rama 2005
- Mira och farfar Åke 2006
- Gasellpojken 2007
- Mikado 2008
- Boken Hemlighet 2009
- En midsommarnattsdröm 2010
- Alices återkomst till Underlandet 2011
- Lilla Alice i underlandet 2011
- Dr. Jekyll och Mr. Hyde 2012
- Lilla Drömspelet 2012
- Vägen till Bolero 2013
- Ringaren i Notre Dame 2014
- Don Quijote 2015
- Puttrik 2016